# Tetradactylus breyeri
Espèce
Statut de conservation UICN

 NT  : Quasi menacé
Tetradactylus breyeri est une espèce de sauriens de la famille des Gerrhosauridae.

## Répartition
Cette espèce est endémique d'Afrique du Sud.

## Description
Cette espèce est ovipare.

## Étymologie
Cette espèce est nommée en l'honneur de Herman Gottfried Breijer (1864–1923).

## Publication originale
- Roux, 1907 : Beiträge zur Kenntnis der Fauna von Süd-Afrika. Ergebnisse einer Reise von Prof. Max Weber im Jahre 1894. VII. Lacertilia (Eidechsen). Zoologische Jahrbücher. Abteilung für Systematik, Geographie und Biologie der Tiere, vol. 25, p. 403-444 (texte intégral).